# Monro-Punkt
Der Monro-Punkt befindet sich im äußeren (lateralen) dritten Viertel auf der Monro-Linie. Als Monro-Linie wird die gedachte Verbindungslinie zwischen der linken Spina iliaca anterior superior und dem Bauchnabel bezeichnet. Der Monro-Punkt kann als Einstichstelle für Bauchpunktionen benutzt werden (u. a. Aszites-Punktion, Laparoskopie).